# Copa da França de Ciclismo de 2020
A 29.ª edição da Copa da França de Ciclismo de 2020 é uma série de carreiras de ciclismo de estrada que se realiza na França. Começou a 2 de fevereiro com o Grande Prêmio Ciclista a Marsellesa e finalizará a 4 de outubro com o Tour de Vendée.
Fazem parte da competição as quinze provas de um dia mais importantes do calendário francês do UCI Europe Tour de 2020, dentro da categoria 1.1 e 1.pro. Assim mesmo, fazem parte da classificação todos os ciclistas que têm contrato com equipas ciclistas francesas estabelecendo um sistema de pontuação em função da posição conseguida na cada clássica e a partir daí se cria a classificação.

## Sistema de pontos

### Classificação individual
| Posição | 1  | 2  | 3  | 4  | 5  | 6  | 7  | 8  | 9  | 10 | 11 | 12 | 13 | 14 | 15 |
| Pontos  | 50 | 35 | 25 | 20 | 18 | 16 | 14 | 12 | 10 | 8  | 6  | 5  | 3  | 3  | 3  |

### Classificação por equipas
| Posição | 1  | 2 | 3 | 4 | 5 | 6 | 7 | 8 | 9 |
| Pontos  | 12 | 9 | 8 | 7 | 6 | 5 | 4 | 3 | 2 |

## Carreiras pontuáveis
| Classificação | Classificação  | Classificação                       | Classificação    | Classificação    | Classificação                     | Classificação                      |
| Pos.          | Data           | Carreira                            | Ganhador         | Equipa           | Líder da classificação individual | Líder da classificação por equipas |
| ------------- | -------------- | ----------------------------------- | ---------------- | ---------------- | --------------------------------- | ---------------------------------- |
| 1.º           | 2 de fevereiro | Grande Prêmio Ciclista a Marsellesa | Benoît Cosnefroy | AG2R La Mondiale | Benoît Cosnefroy                  | AG2R La Mondiale                   |
| 2.º           | 19 de março    | Grande Prêmio de Denain             |                  |                  |                                   |                                    |
| 3.º           | 28 de março    | Clássica de Loire-Atlantique        |                  |                  |                                   |                                    |
| 4.º           | 29 de março    | Grande Prêmio Cholet-Pays de Loire  |                  |                  |                                   |                                    |
| 5.º           | 3 de abril     | Route Adélie                        |                  |                  |                                   |                                    |
| 6.º           | 5 de abril     | La Roue Tourangelle                 |                  |                  |                                   |                                    |
| 7.º           | 14 de abril    | Paris-Camembert                     |                  |                  |                                   |                                    |
| 8.º           | 18 de abril    | Tour de Finistère                   |                  |                  |                                   |                                    |
| 9.º           | 19 de abril    | Tro Bro Leon                        |                  |                  |                                   |                                    |
| 10.º          | 16 de maio     | Grande Prêmio de Plumelec-Morbihan  |                  |                  |                                   |                                    |
| 11.º          | 17 de maio     | Boucles de l'Aulne                  |                  |                  |                                   |                                    |
| 12.º          | 16 de agosto   | Polynormande                        |                  |                  |                                   |                                    |
| 13.º          | 6 de setembro  | Tour de Doubs                       |                  |                  |                                   |                                    |
| 13.º          | 13 de setembro | Grande Prêmio de Fourmies           |                  |                  |                                   |                                    |
| 14.º          | 20 de setembro | Grande Prêmio de Isbergues          |                  |                  |                                   |                                    |
| 15.º          | 4 de outubro   | Tour de Vendée                      |                  |                  |                                   |                                    |

## Classificações finais
Classificações à data 

### Individual
| Posição | Ciclista | Equipa | Pontos |
| ------- | -------- | ------ | ------ |
| 1.º     |          |        |        |
| 2.º     |          |        |        |
| 3.º     |          |        |        |
| 4.º     |          |        |        |
| 5.º     |          |        |        |
| 6.º     |          |        |        |
| 7.º     |          |        |        |
| 8.º     |          |        |        |
| 9.º     |          |        |        |
| 10.º    |          |        |        |

### Jovens
| Posição | Ciclista | Equipa | Pontos |
| ------- | -------- | ------ | ------ |
| 1.º     |          |        |        |
| 2.º     |          |        |        |
| 3.º     |          |        |        |
| 4.º     |          |        |        |
| 5.º     |          |        |        |
| 6.º     |          |        |        |
| 7.º     |          |        |        |
| 8.º     |          |        |        |
| 9.º     |          |        |        |
| 10.º    |          |        |        |

### Equipas
| Posição | Equipa | Pontos |
| ------- | ------ | ------ |
| 1.º     |        |        |
| 2.º     |        |        |
| 3.º     |        |        |
| 4.º     |        |        |
| 5.º     |        |        |
| 6.º     |        |        |
| 7.º     |        |        |
| 8.º     |        |        |
| 9.º     |        |        |